# Douglas Lewis
Douglas Grey Lewis (conocido como Doug Lewis; Middlebury, 18 de enero de 1964) es un deportista estadounidense que compitió en esquí alpino.
Ganó una medalla de bronce en el Campeonato Mundial de Esquí Alpino de 1985, en la prueba de descenso. 
En 2007 fue admitido en el Salón de la Fama de U.S. Ski & Snowboard.
Estudió el grado de Negocios en la Universidad de Vermont. Trabajó como comentador deportivo para las cadenas NBC y Universal Sports.

## Palmarés internacional
| Campeonato Mundial | Campeonato Mundial | Campeonato Mundial | Campeonato Mundial |
| Año                | Lugar              | Medalla            | Prueba             |
| ------------------ | ------------------ | ------------------ | ------------------ |
| 1985               | Bormio (Italia)    | Medalla de bronce  | Descenso           |